# Karachahr
Pour les articles homonymes, voir Agni.
Cette page contient des caractères spéciaux ou non latins. S’ils s’affichent mal (▯, ?, etc.), consultez la page d’aide Unicode.
La ville de Karachahr (ou Karashahr), en mandarin Yanqi (焉耆 ; pinyin : Yānçí ; ouïghour : يەنجى / Yenci), est située dans la région autonome ouïgoure du Xinjiang, au nord du désert du Taklamakan. Son nom provient du turc qara « noir » et de l'iranien shahr « ville », et signifie donc « ville Noire ». Elle est surtout remarquable par son histoire, car elle se trouve sur l'ancien territoire du royaume d'Agni, qui a joué un rôle important durant le Ier millénaire de notre ère. Le terme Yanqi était alors la désignation chinoise de ce royaume. Les Agnéens, qui étaient de grands guerriers descendant des Yuezhi (appartenant eux-mêmes au groupe tokharien), se sont distingués en l'an 75 par le massacre d'une garnison chinoise de 2000 hommes et de son chef, le Protecteur général Chen Mu. En l'an 13, ils avaient tué un autre Protecteur général envoyé par la Chine, Dan Qin. Ils résistaient ainsi aux tentatives de la dynastie Han de contrôler la route de la soie, sur laquelle leur royaume se trouvait.
À la fin du Ier millénaire, les Ouïghours se sont installés sur leur territoire et les ont assimilés. Ils y sont toujours présents, mais on trouve aussi dans la région de Karachahr une ethnie mongole, les Torguut (voir Histoire de la Mongolie), venus pour y élever leurs troupeaux en conservant un mode de vie nomade. Le bassin de Karachahr se prête bien à cette activité, et les rivières qui le parcourent, comme le Yulduz, permettent la pratique d'une agriculture irriguée. La cité se trouve à 24 km du plus grand lac du Xinjiang, le Bagrash Köl.